# منطقه سبز بغداد

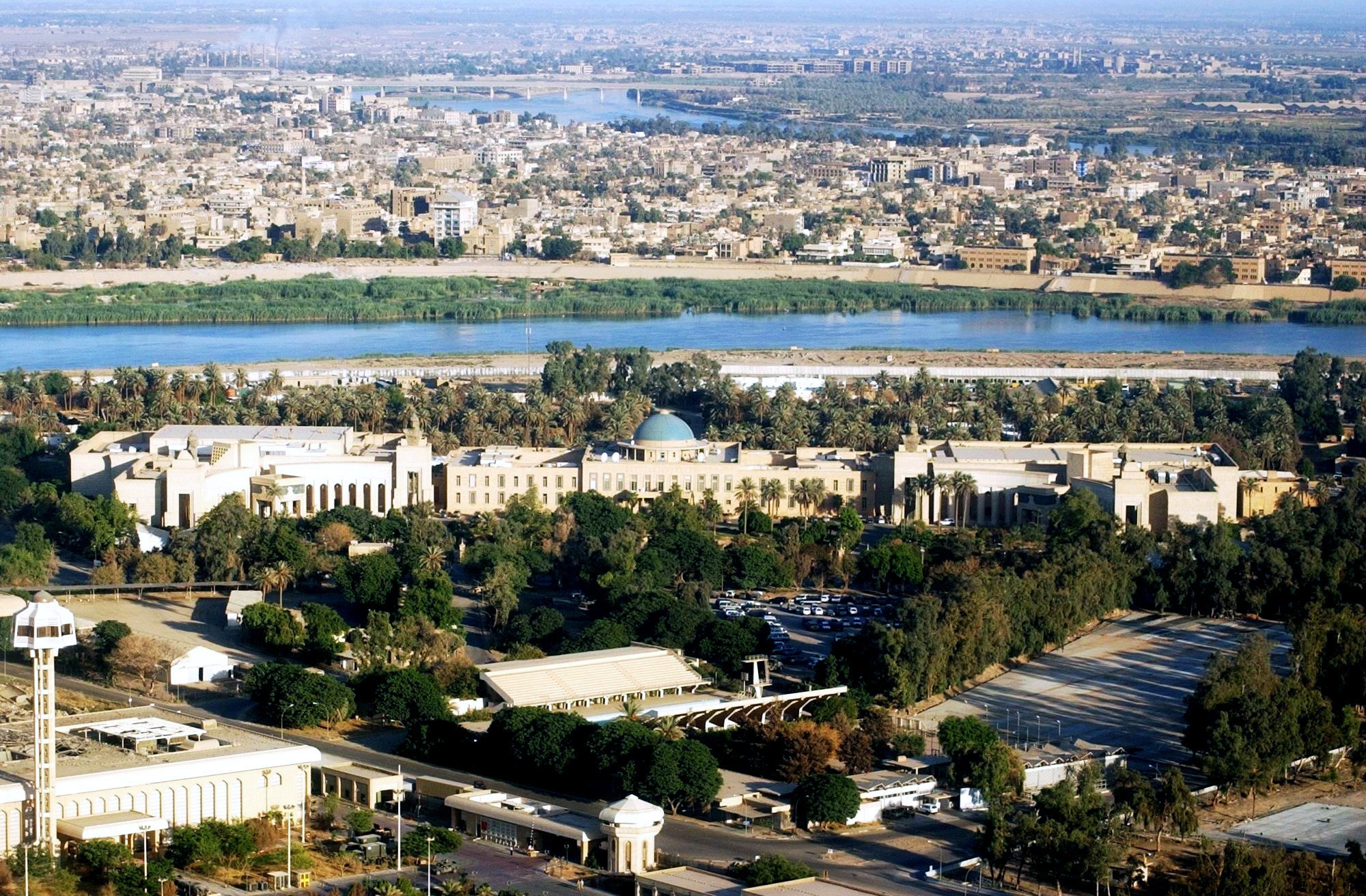
نمایی از منطقه سبز در بغداد

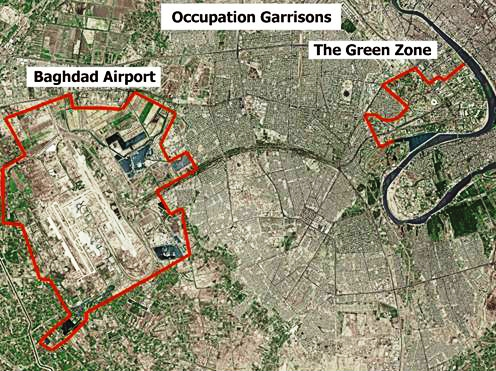
نمای هوایی و نقشه منطقه سبز بغداد

منطقه سبز بغداد (عربی: المنطقة الخضراء، انگلیسی: Baghdad’s Green Zone) یا به اختصار منطقهٔ سبز، مشهورترین نام برای منطقه بین‌المللی بغداد (به انگلیسی: International Zone of Baghdad) است. این محدوده به وسعت ۱۰ کیلومترمربع (۳٫۹ مایل‌مربع) در محلهٔ کرخ واقع در مرکز شهر بغداد، پایتخت عراق قرار دارد که مراکز دولتی و ادارات مهم حکومت ائتلاف موقت عراق، نهادهای فدرال عراق مانند کاخ ریاست جمهوری و کاخ نخست‌وزیری و سفارتخانه‌های آمریکا و انگلیس، و نیروهای چندملیتی باقی‌مانده در خاک عراق و در آنجا قرار دارند. دورتادور منطقه سبز بغداد دیوارهای بتنی بلند کشیده شده‌است و خودروهای زرهی با دقت از آن مراقبت می‌کنند. در مقابل، منطقهٔ قرمز به دیگر بخش‌ها و نقاط بغداد بلافاصله خارج از حصار پیرامونی منطقهٔ سبز گفته می‌شود اما به‌تدریج برای تمامی مناطق ناامن خارج از پست‌های نظامی استفاده شد. هر دو اصطلاح، از نام‌گذاریهای نظامی سرچشمه گرفته‌است.
پیش‌از حمله آمریکا به عراق در سال ۲۰۰۳ میلادی، چیزی به نام منطقه سبز بغداد وجود نداشت. در آن زمان ساختمان ریاست‌جمهوری صدام حسین و مجموعه‌ای از کاخ‌های متعلق به خانوادهٔ وی در این منطقه قرار داشت.
مسئولیت کنترل کامل و حفظ امنیت منطقه سبز بغداد تا تاریخ اول ژانویه سال ۲۰۰۹ میلادی به عهده نیروهای چند ملیتی بود و پس از آن به نیروهای امنیتی عراق واگذار شد. در سال ۲۰۱۹ و در پی اعتراضات مردم از ورود آن‌ها به منطقه سبز جلوگیری شد.

## نگارخانه

نگاره‌های مرتبط با منطقهٔ سبز بغداد
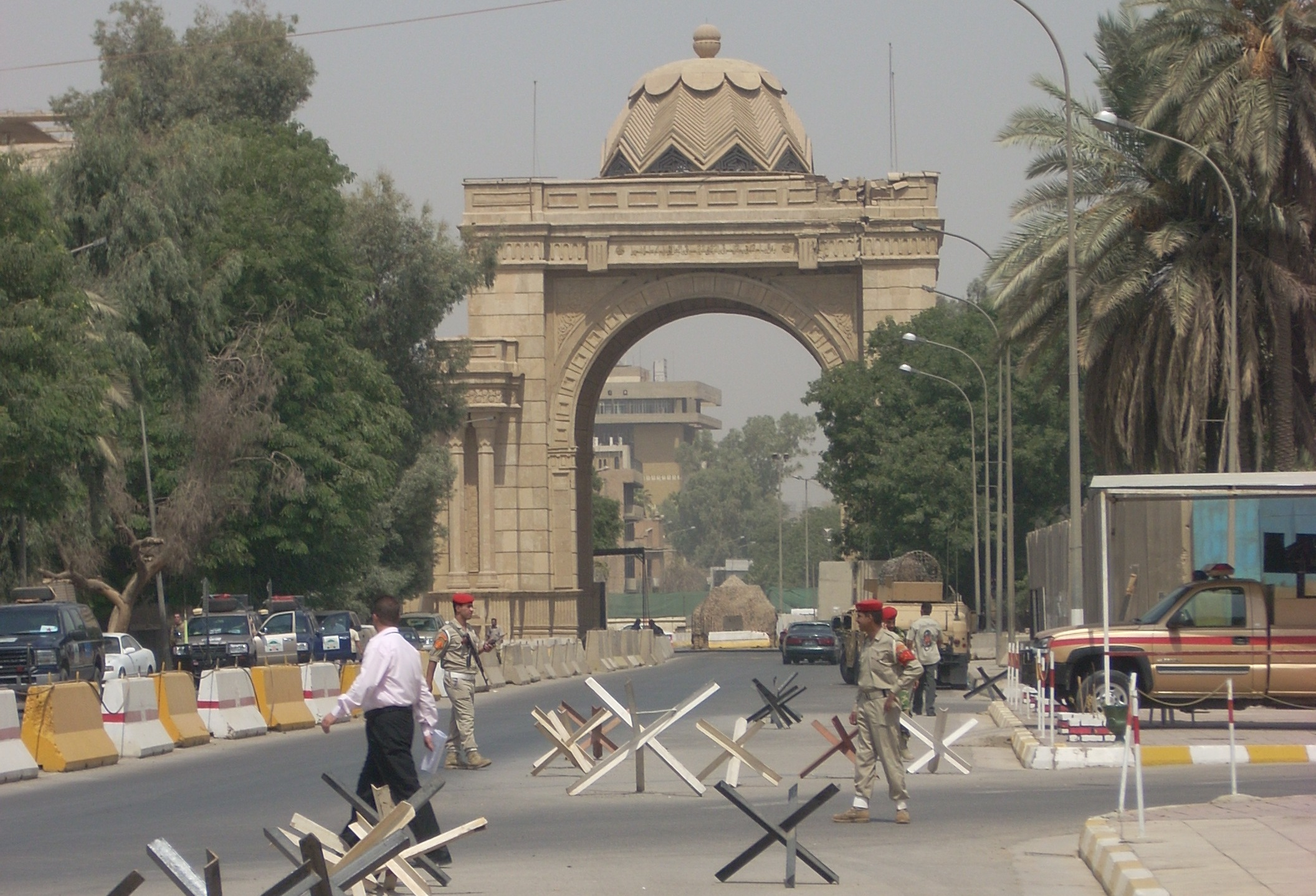
یکی از چهار ورودی اصلی منطقه سبز بغداد
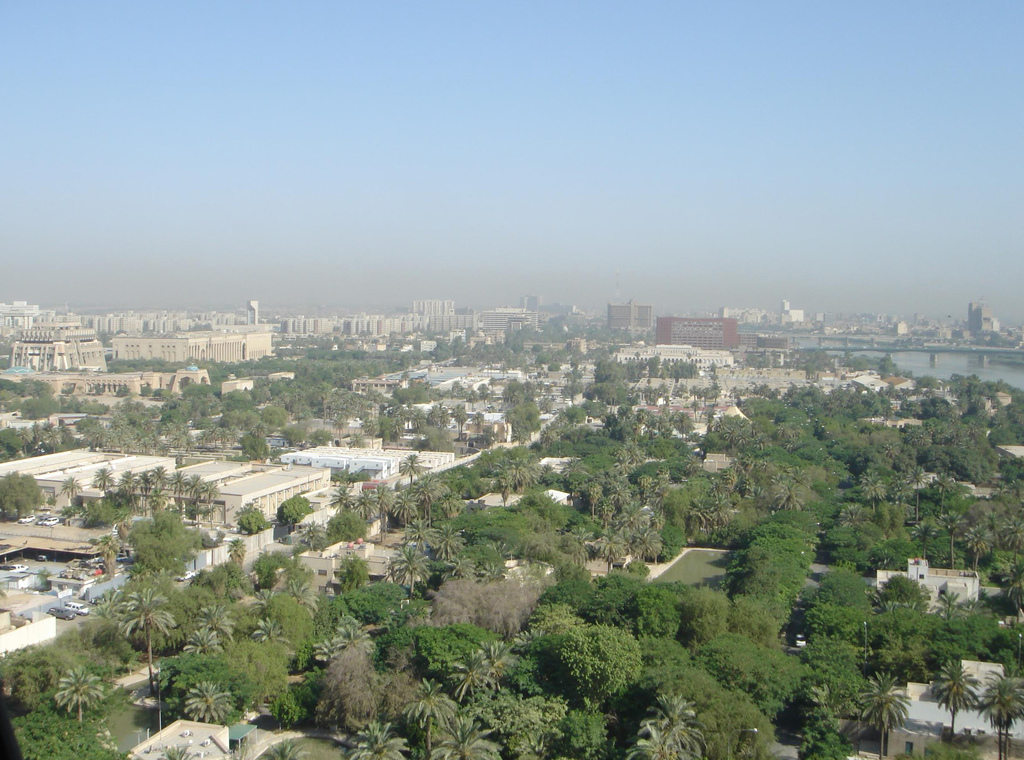
منطقهٔ سبز بغداد
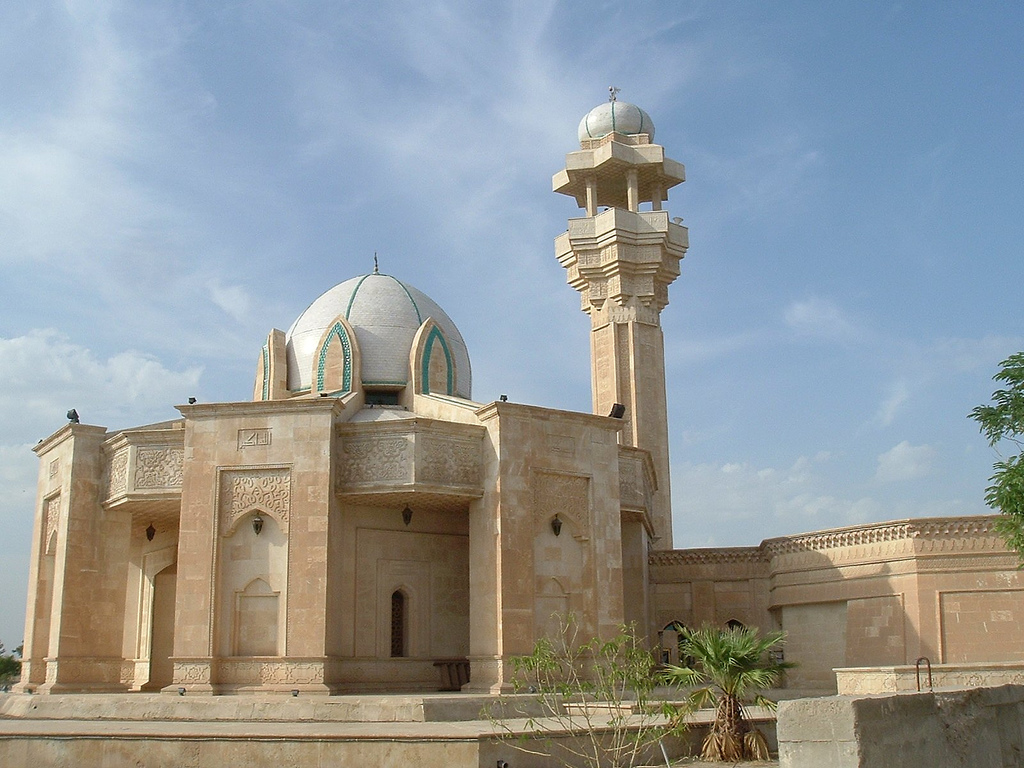
مسجد بغداد
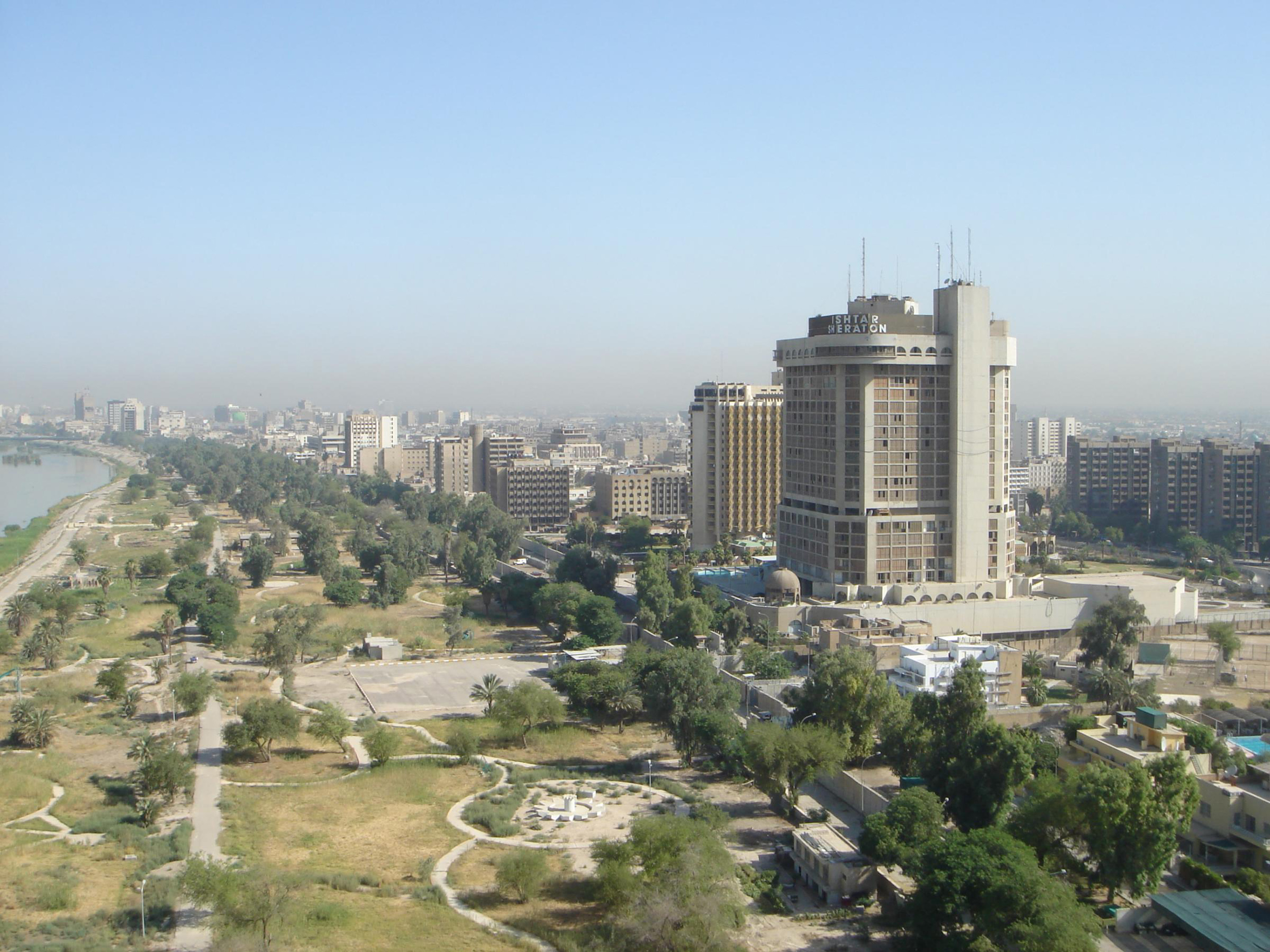
منطقهٔ قرمز بغداد
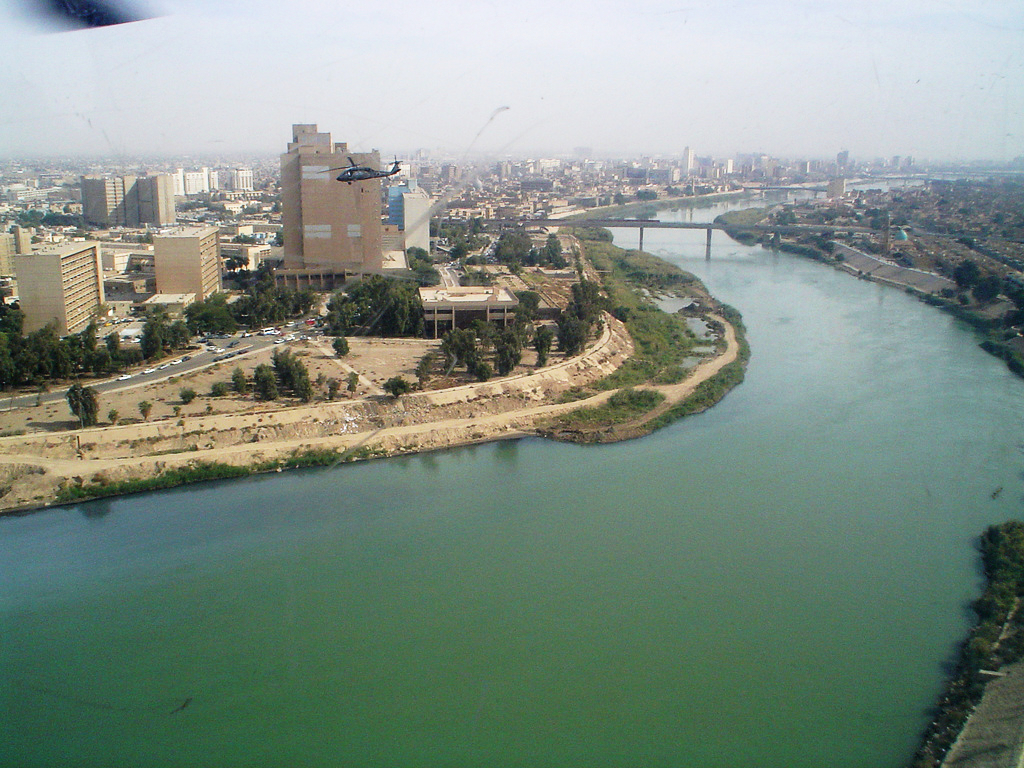
منطقهٔ قرمز بغداد
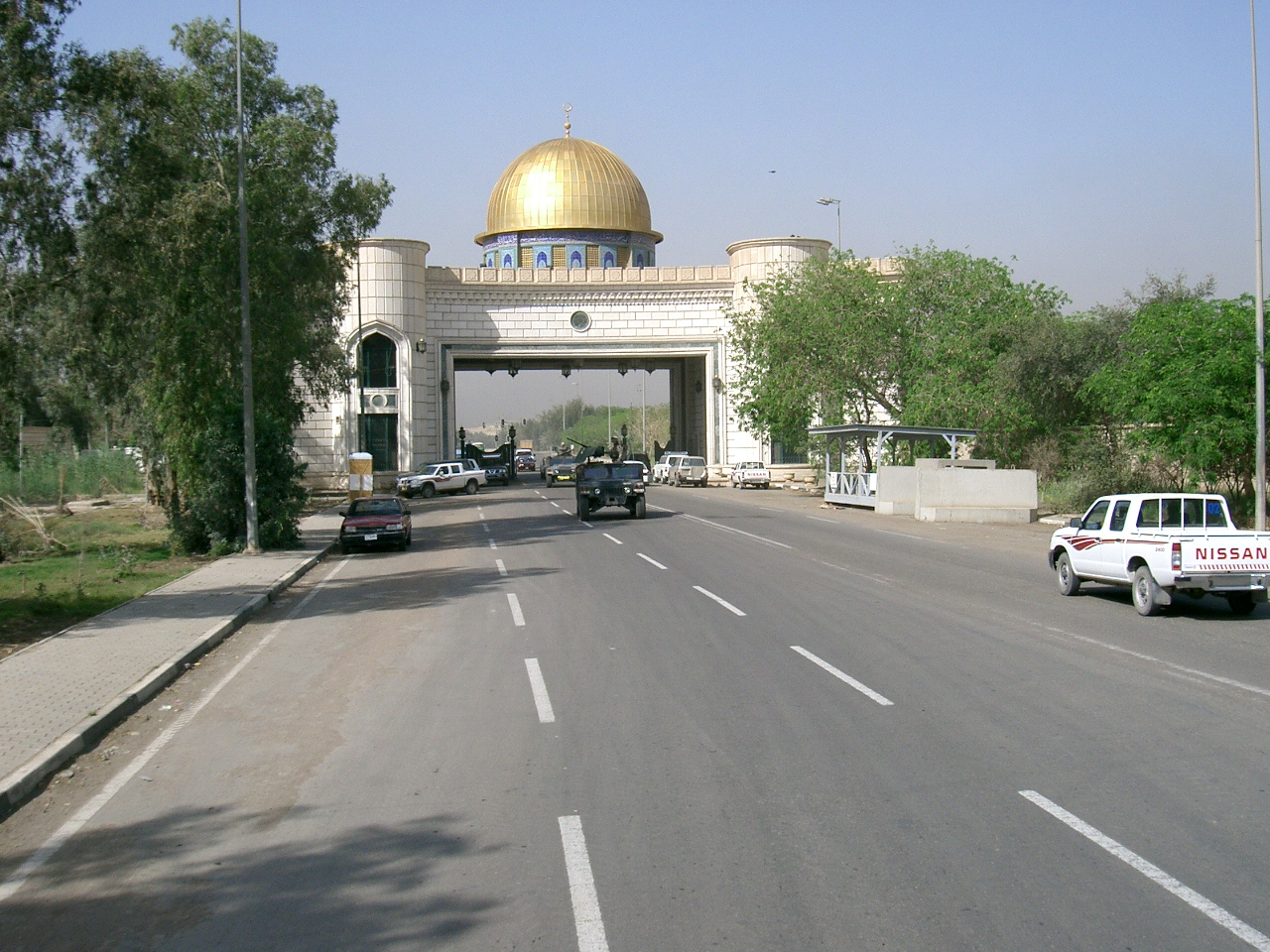
گنبد طلا
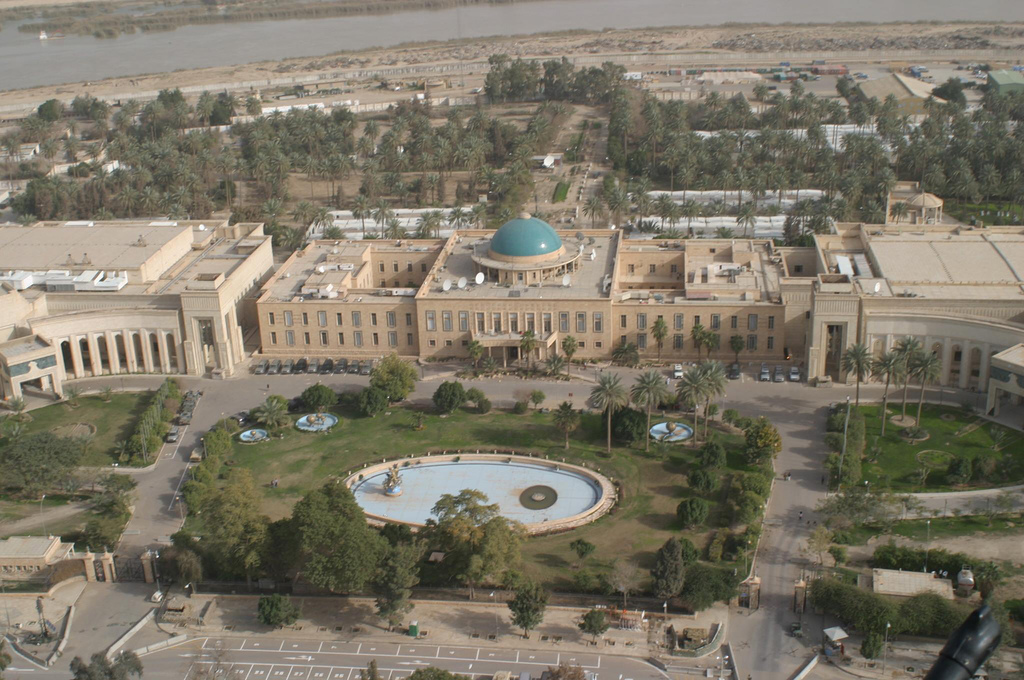
کاخ ریاست جمهوری
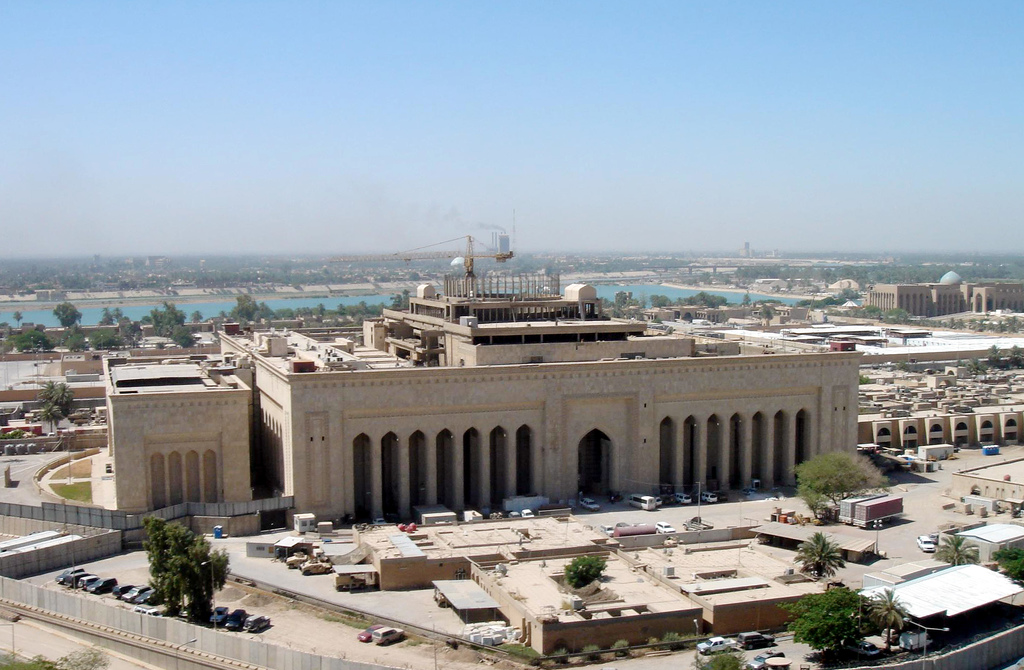
بنای ناتمام ستاد حزب بعث - منطقه عراق